# Eftimie Murgu
Eftimie Murgu is een Roemeense gemeente in het district Caraș-Severin.
Eftimie Murgu telt 1719 inwoners.